# Фос-ду-Игуасу
Фос-ду-Игуасу́ (порт. Foz do Iguaçu — «устье Игуасу») — муниципалитет в Бразилии, входит в штат Парана. Составная часть мезорегиона Запад штата Парана. Входит в экономико-статистический микрорегион Фос-ду-Игуасу. Население составляет 311 336 человек на 2007 год. Занимает площадь 617,701 км². Плотность населения — 504,0 чел./км².

## История
Город основан 10 июня 1914 года.

## Экономика
Фос-ду-Игуасу живёт главным образом за счёт туризма (национальный парк и водопады Игуасу), гидроэлектростанции Итайпу и свободной торговли с Парагваем и Аргентиной в рамках свободной экономической зоны «Три границы» (Três Fronteiras).

## Образование и наука
В Фос-до-Игуасу имеется Университет Латиноамериканской интеграции UNILA (основан в 2010 году). В нём обучаются студенты из разных стран Латинской Америки. Университет находится на территории технологического парка Итайпу — научно-образовательно-технологического кластера при гидроэлектростанции.

## Достопримечательности
В самом городе из достопримечательностей достойны упоминания кафедральный собор Иоанна Крестителя (1940) и мечеть Омара ибн-аль-Хаттаба.
В ближайших окрестностях:
- Национальный парк Игуасу;
- Водопады Игуасу;
- Парк птиц (у входа в национальный парк);
- Отметка «Три границы»;
- Гидроэлектростанция Итайпу.

## Транспорт
Город связан трассой BR-277 с Куритибой — столицей штата Парана. Мост Дружбы через реку Парана связывает Фос-ду-Игуасу с парагвайским городом Сьюдад-дель-Эсте, мост через реку Игуасу — с аргентинским городом Пуэрто-Игуасу. На Мосту Дружбы отсутствует обязательный паспортный и таможенный контроль — при необходимости поставить штамп в паспорте или задекларировать какие-либо товары, нужно специально обращаться к соответствующим офицерам.
Рядом с городом находится международный аэропорт Фос-ду-Игуасу.
Развито автобусное сообщение с другими городами Бразилии, Аргентины и Парагвая (через междугородний автовокзал).
Внутригородской транспорт развит достаточно хорошо, представлен автобусами. Проезд по городу стоит 2,70 реала (2014), билеты приобретаются у кондуктора. Подавляющее большинство маршрутов начинаются у центральной автостанции (не путать с автовокзалом). Автобусы ходят по расписанию, интервалы, в зависимости от времени и маршрута — от 10 минут до часа. В городе огромное количество мототакси.
Рядом с центральной автостанцией также отправляются автобусы в Сьюдад-дель-Эсте (Парагвай) и Пуэрто-Игуасу (Аргентина).

## Статистика
- Валовой внутренний продукт на 2005 год составляет 4 853 331 mil реалов (данные: Бразильский институт географии и статистики).
- Валовой внутренний продукт на душу населения на 2005 год составляет 16 102,00 реалов (данные: Бразильский институт географии и статистики).
- Индекс развития человеческого потенциала на 2007 год составляет 0,802 (данные: Программа развития ООН).

## География
Климат местности: субтропический. В соответствии с классификацией Кёппена, климат относится к категории Cfa.

## Галерея

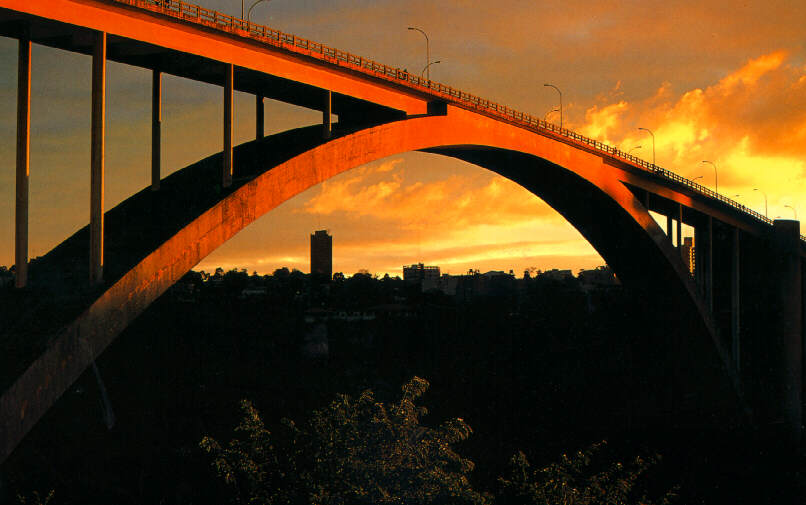
Мост Дружбы
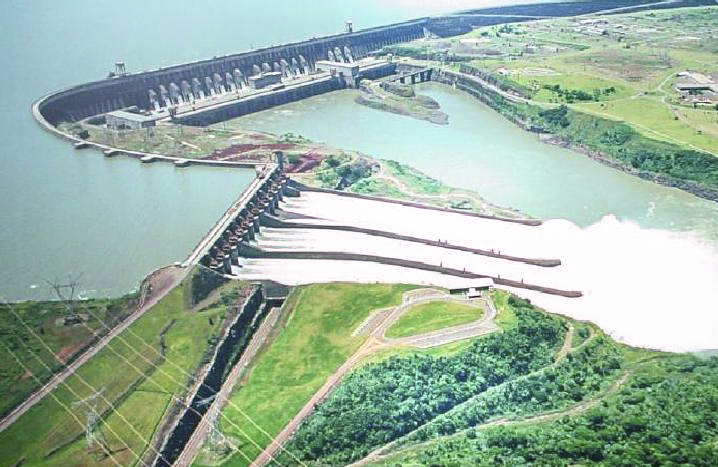
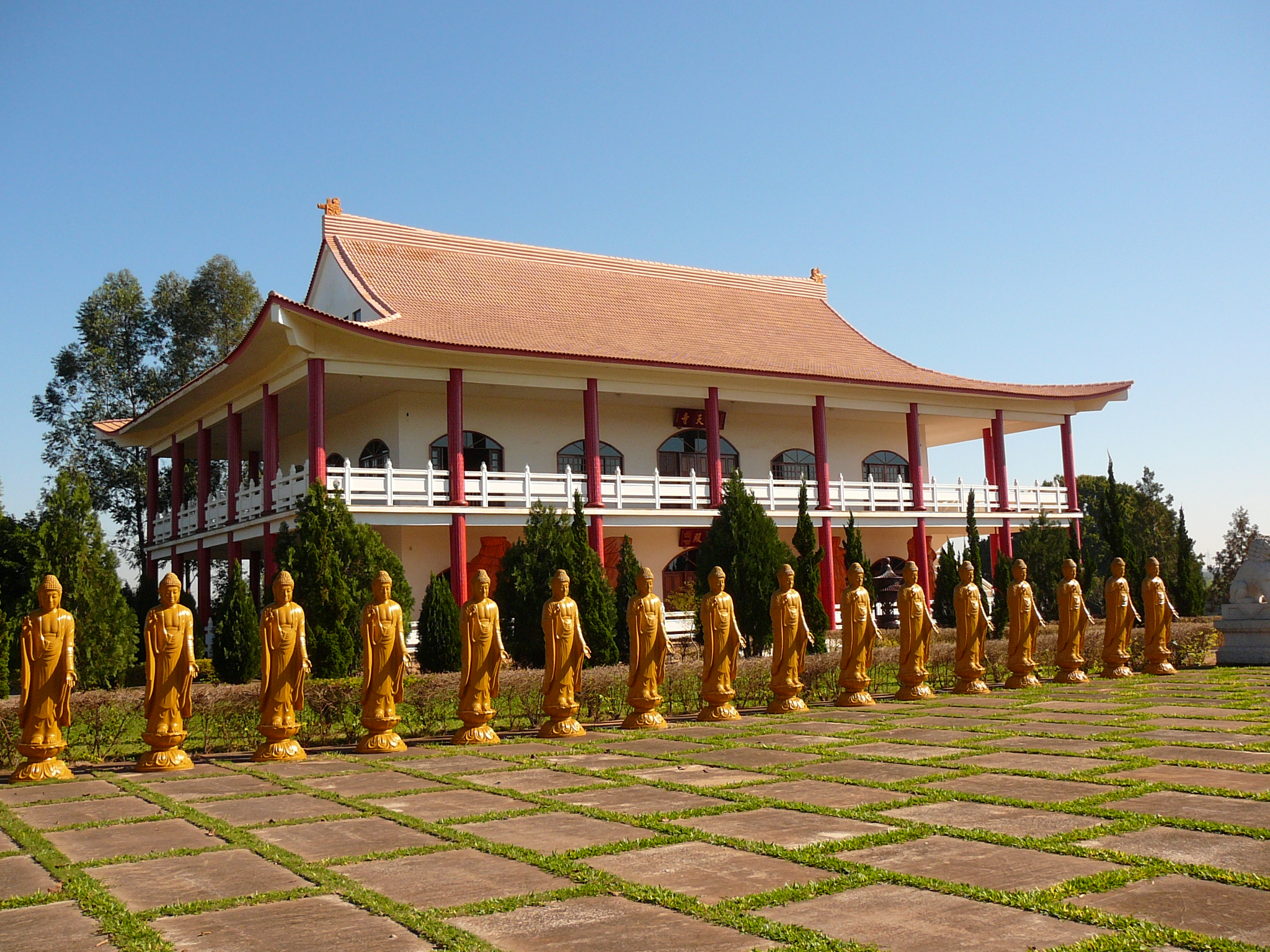
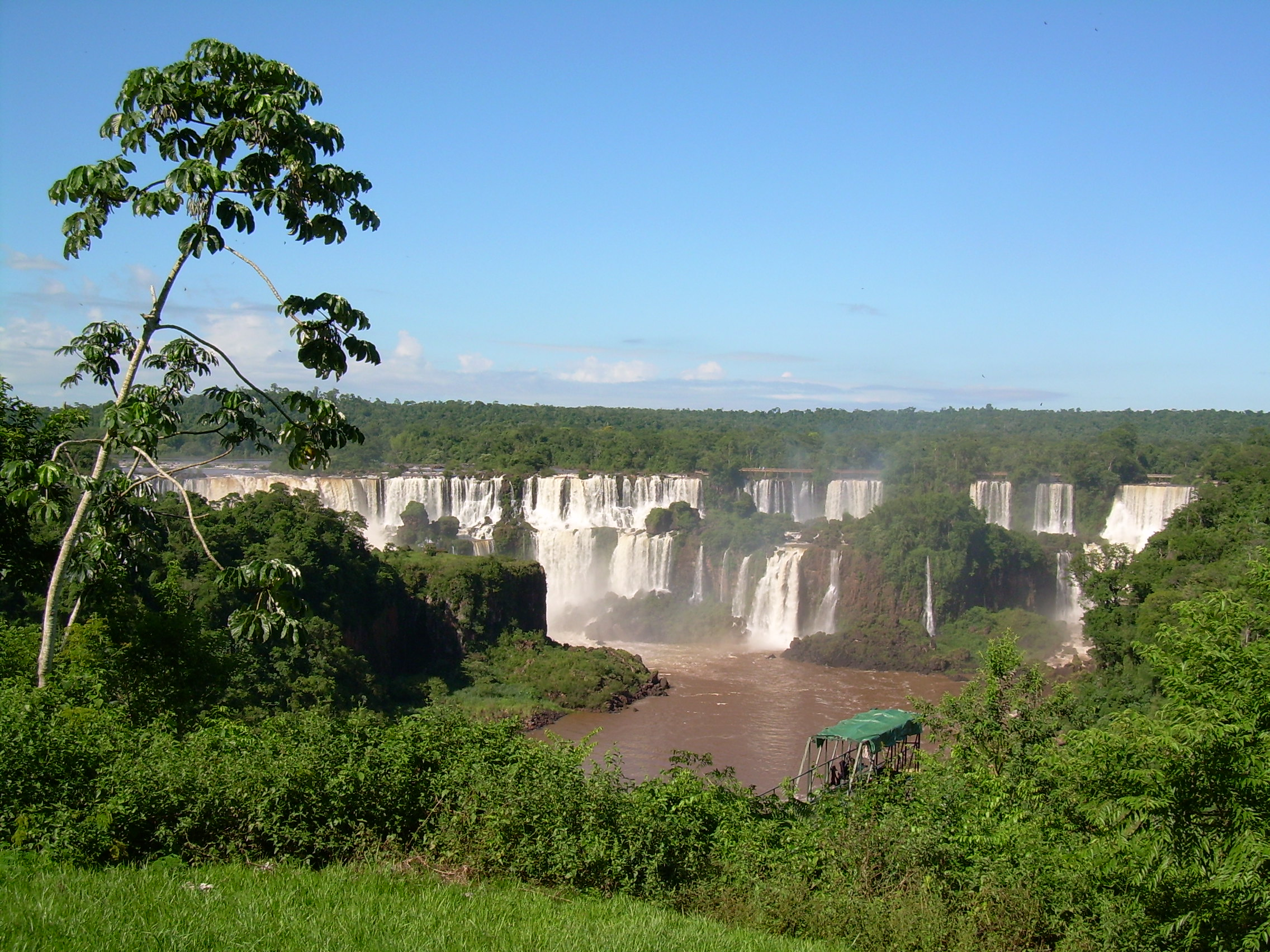
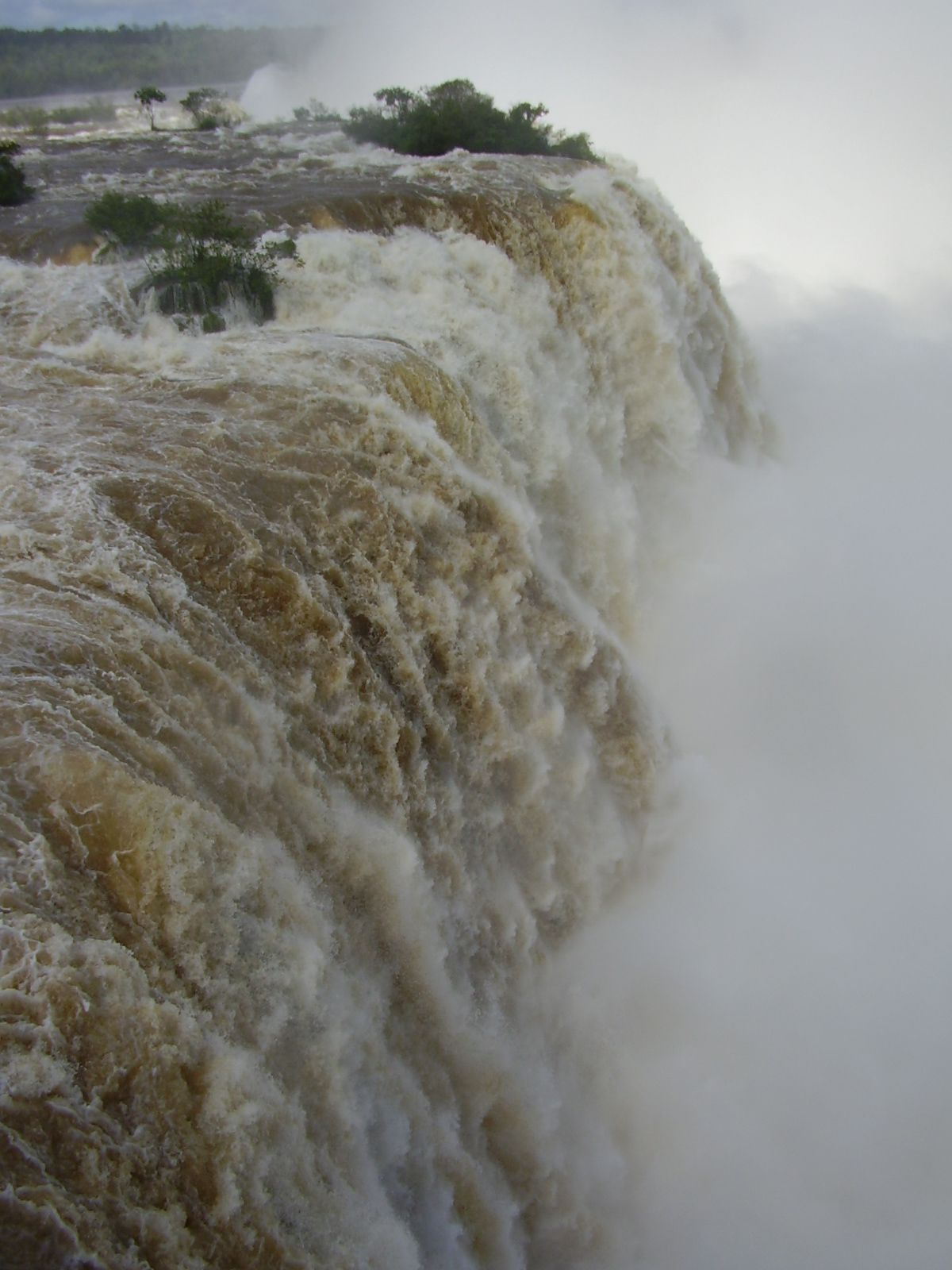